# 七つの罪と罰
『七つの罪と罰』（ななつのつみとばつ）は、2015年2月25日に発売されたmothy_悪ノP のSecondメジャーアルバム、その収録曲、「初回限定ノベル同梱盤」付属の小説である。ボーカルは音声合成ソフトの鏡音リン・レンや初音ミクなど。
アルバムのアーティスト名は「mothy_悪ノP feat. 鏡音リン、鏡音レン」。
アルバムの発売元はWarner Music Japan。前作のFirstアルバム『悪ノ王国 〜Evils Kingdom〜』に引き続き、「悪ノ大罪シリーズ」の集大成であり、大罪モチーフの7曲と対になる7曲に新規書き下ろし楽曲を含め、既存曲も全曲録り直しが行われた。通常盤および初回限定ノベル同梱盤の2種。
尚、収録楽曲としての「七つの罪と罰」もまた、同シリーズにおける七つの大罪をまとめたテーマソングとなる。
楽曲クロスフェード記載のキャッチコピーは以下。
「ある時、その森から「神の双子」により放たれたのは、七つの罪の象徴だった。」

## 概要
楽曲の作者であるmothy_悪ノPは、ニコニコ動画やYouTubeにボカロ曲を投稿するボカロPであり、中世ヨーロッパのような架空の世界を舞台としたストーリー性のある音楽で、投稿された楽曲MV上でも、初音ミクや鏡音リン・レンなどを登場人物に見立て、グリム童話や中世の悲劇などに影響された独自の世界観を特徴とし、最終的なストーリーのどんでん返しなどが人気を呼ぶ。
ジャケットイラストレーターは、壱加が担当。レーベルはWarner Music Japanに変更。
アルバムは、「初回限定ノベル同梱盤」(WPCL-12051)と「通常盤」(WPCL-12052)の2種類が発売され、「初回限定ノベル同梱盤」には、mothy_悪ノP自著による新規書き下ろし小説（壱加描き下ろし挿絵入り160頁）を同梱。
販売前の2月13日には、YouTubeのmothy_悪ノPアカウントから表題曲の楽曲MVを投稿。同月19日には、本アルバムの販売を記念して、ニコニコ動画とYouTubeにて、鏡音リン・レンのサンプリング元である下田麻美による朗読動画が公開され、楽曲「悪ノ娘」お馴染みの台詞である「さあ、跪きなさい!!」を聞くことができ、音源の続きは、配信パッケージに特典として収録された。又、発売日には、mothy_悪ノP×下田麻美が生出演の公開収録と購入者対象のmothy_悪ノP直筆サイン会/握手会が企画された。
販売価格は、「初回限定ノベル同梱盤」が税別3300円、「通常盤」が税別2530円。販売時は、購入ショップごとの豪華特典が付属し、特定条件でmothy_悪ノP新規書き下ろしのショートストーリーもメール配信された。
2016年2月25日には、発売1周年記念として、「初回限定ノベル同梱盤」同梱小説が電子書籍化した。ジャケットは壱加による新規描きおろし。電子版限定特典として、『七つの罪と罰』追加エピソードストーリー「密会」と「未公開ラフ画を含む『七つの罪と罰』MVイラスト集」が付属し、電子書籍化を記念して、mothy_悪ノPと壱加の選曲によるプレイリスト同時視聴企画が配信された。
mothyは「7年目というタイミングで『大罪』シリーズを全部集めたCDを出したいと考えていた。メジャーレーベルに声を受けて、アルバムとなった」と語っている。
2023年8月‐12月、初音ミク16周年を記念したオーケストラコンサートとして、東京フィルハーモニー交響楽団の演奏による「初音ミクシンフォニー 2023」公演（東京・横浜・神戸）にて、悪ノ大罪シリーズ各楽曲をメドレーにした「悪ノシリーズ15周年記念特集 悪ノ交響曲」の中で、楽曲「七つの罪と罰」が第1楽章として演奏された。

## アルバム収録曲
- 全作詞・作曲 - mothy_悪ノP
- 収録楽曲と順番については、通常盤も初回限定ノベル同梱盤も差分なし

| #  | リリース日    | 収録アルバム | 楽曲タイトル             | 歌唱キャラクター                                                       | 時間 | 備考 |
| -- | ------------- | ------------ | ------------------------ | ---------------------------------------------------------------------- | ---- | ---- |
| 1  | 2015年2月25日 | 七つの罪と罰 | 七つの罪と罰             | 鏡音レン、神威がくぽ、MEIKO、鏡音リン、初音ミク、巡音ルカ、KAITO、GUMI |      | ー   |
| 2  | 2015年2月25日 | 七つの罪と罰 | ヴェノマニア公の狂気     | 神威がくぽ＆初音ミク＆巡音ルカ＆MEIKO＆GUMI＆KAITO                     |      | ー   |
| 3  | 2015年2月25日 | 七つの罪と罰 | グラスレッドの肖像       | GUMI                                                                   |      | ー   |
| 4  | 2015年2月25日 | 七つの罪と罰 | 悪食娘コンチータ         | MEIKO＆鏡音リン＆鏡音レン                                              |      | ー   |
| 5  | 2015年2月25日 | 七つの罪と罰 | Drug Of Gold             | KAITO                                                                  |      | ー   |
| 6  | 2015年2月25日 | 七つの罪と罰 | 悪ノ娘                   | 鏡音リン                                                               |      | ー   |
| 7  | 2015年2月25日 | 七つの罪と罰 | 悪ノ召使                 | 鏡音レン                                                               |      | ー   |
| 8  | 2015年2月25日 | 七つの罪と罰 | 眠らせ姫からの贈り物     | 初音ミク                                                               |      | ー   |
| 9  | 2015年2月25日 | 七つの罪と罰 | 五番目のピエロ           | 鏡音レン                                                               |      | ー   |
| 10 | 2015年2月25日 | 七つの罪と罰 | 円尾坂の仕立屋           | 巡音ルカ                                                               |      | ー   |
| 11 | 2015年2月25日 | 七つの罪と罰 | 野ざらしの首、鬼ヶ島にて | 神威がくぽ                                                             |      | ー   |
| 12 | 2015年2月25日 | 七つの罪と罰 | 悪徳のジャッジメント     | KAITO                                                                  |      | ー   |
| 13 | 2015年2月25日 | 七つの罪と罰 | 箱庭の少女               | 初音ミク                                                               |      | ー   |
| 14 | 2015年2月25日 | 七つの罪と罰 | ネメシスの銃口           | GUMI                                                                   |      | ー   |
| 15 | 2015年2月25日 | 七つの罪と罰 | 最後のリボルバー         | GUMI                                                                   |      | ー   |

## 表題曲
アルバム販売前の2月13日には、YouTubeのmothy_悪ノPアカウントから楽曲が投稿され、同楽曲MVのイラストも壱加が、動画はお菊が担当している。

## 特典小説

### 初回限定ノベル同梱盤 小説『七つの罪と罰』
表紙のイラストはCDジャケットと同一。mothy_悪ノPによると、悪ノ大罪シリーズ既刊小説を未読の購入者に配慮し、「何人かのキャラを意図的に登場させてません」とコメント。
2016年2月27日、電子書籍化し、販売価格は税別500円。

### 【『悪ノ大罪 五番目のピエロ』＆CD『七つの罪と罰』連動購入特典】悪ノショートストーリー
アニメイト各店/アニメイトオンラインで『悪ノ大罪　五番目のピエロ』との同時購入と特殊条件によりメール配信された。mothy_悪ノP著。配信期間は2015年6月12日-2015年6月29日。案内の誤記によるお詫びを含め、配信回数は全6回。第1幕-第4幕、特別編で構成され、特別編では、mothy_悪ノP新規書き下ろしによる「終末少年ヘンゼル」の歌詞が明かされた。配信元はPHP研究所エンターテイメント部。
尚、メール配信による特典配布は、小説『悪ノ大罪 五番目のピエロ』の前作にあたる、小説『悪ノ大罪 眠らせ姫からの贈り物』購入特典に続く2度目の企画である。

### 【『七つの罪と罰』【電子書籍版】特典】『七つの罪と罰』追加エピソードストーリー「密会」
「『七つの罪と罰』【電子書籍版】」配信時に、電子書籍限定の特典として収録。mothy_悪ノP著。出版はbooklista。2016年2月25日から、各種電書籍サイトにて配信中。

## その他特典
CD販売当時、販売店別に以下特典が付属。
- アニメイト各店/アニメイトオンライン限定特典『ななつのつみとばつ！』
  - 未公開オリジナル4コマ冊子として、4コマ漫画『悪ノ四重奏』などでお馴染みのたまら作画[7]。
- アニメガ・文教堂限定特典「mothy_悪ノP、壱加 複製サイン入りオリジナルクリアファイル」
  - 「初回限定ノベル同梱盤」と「通常盤」で使用されたジャケットイラストと同一[7]。
- Amazon.co.jp限定特典「mothy_悪ノP、壱加 複製サイン入りオリジナルポストカード」
  - 「初回限定ノベル同梱盤」で使用されたジャケットイラストと同一[7]。
- ゲーマーズ全国各店/ゲーマーズオンライン限定特典「オリジナルブロマイド」
  - 「初回限定ノベル同梱盤」で使用されたジャケットイラストと同一[7]。
- HMV全国各店/HMVオンライン限定特典「鏡音リン、鏡音レン 「傲慢」オリジナルミラー」
  - 「初回限定ノベル同梱盤」で使用されたリリアンヌと「通常盤」で使用されたアレンのイラストが並列[7]。
- タワーレコード各店・タワーレコードオンラインショッピング限定特典「クリアしおり」
  - 「初回限定ノベル同梱盤」で使用された7人と「通常盤」で使用されたアレンのイラストと同一。全8種。[7]
- TSUTAYA各店・TSUTAYAオンラインショッピング限定特典「mothy_悪ノP 未公開オリジナルアレンジCD」
  - 「七つの罪と罰」アレンジver.」として、2楽曲分をmothy_悪ノPが書き下ろし[7]。
    - 「リグレットメッセージ（「七つの罪と罰」アレンジver）」（歌唱：鏡音リン）
    - 「Re_birthday（「七つの罪と罰」アレンジver）」（歌唱：鏡音レン）
- とらのあな全国各店限定特典「『悪ノ娘＆悪ノ召使』オリジナル ビッグ缶バッジ」
  - たまら作画のリリアンヌとアレンが並列[7]。
- ワンダーグーグー全国各店/新星堂全国各店/新星堂WonderGoo楽天市場限定特典「小説にも使える! クリアブックカバー」
  - たまら作画。表裏どちらも「初回限定ノベル同梱盤」と「通常盤」で使用されたジャケットイラストのオマージュ[7]。

2016年、電子書籍化した際には、電子書籍版特典が付属。
- 【未公開ラフ画を含む『七つの罪と罰』MVイラスト集】
  - 作画：壱加。

## レンタル・配信
主なサイトは以下の通り（2025年1月現在）

### CDレンタル
- ゲオ宅配レンタル：2015年3月18日、レンタル開始[15]。
- TSUTAYA DISCASにて、2015年3月14日、レンタル開始[16]。

### 楽曲配信
- Apple Music：2015年2月25日、配信開始[17][18]。
- amazon music：2015年2月25日、配信開始[17][19]。

### 電子書籍配信
- Amazon Kindle：2016年2月25日、配信開始[20]。
- ebook japan：2016年2月25日、配信開始[21]。